# Exocoetus monocirrhus
Cá chuồn bay có râu , tên khoa học Exocoetus monocirrhus, là một loài cá chuồn trong họ Exocoetidae.